# Francisco Solibes

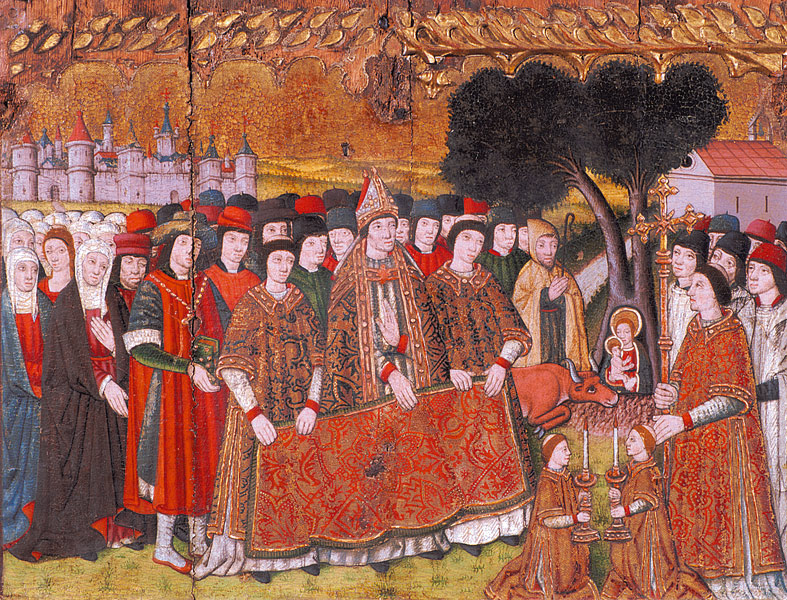
Hallazgo de la imagen de la Virgen, tabla del retablo dedicado a la Virgen contratado en 1481 por Solibes para el santuario de la Mare de Dèu de la Bovera, temple sobre tabla. Museo Episcopal de Vic.

Francisco Solibes (también llamado Francesc Solives, Solibes o Solibas) fue un pintor español natural de la localidad catalana de Bañolas, que estuvo activo durante el último tercio del siglo XV.
Aunque se considera que desarrolló buena parte de su trabajo en Aragón, su obra capital es el retablo de la Piedad de la ermita del mismo nombre en San Lorenzo de Morunys, pintura notable del gótico tardío donde se hace patente la influencia de Jaume Huguet en su estilo. Por la semejanza estilística con este retablo, se le han atribuido obras en las poblaciones aragonesas de Torralba de Ribota, Daroca, Calatayud y Maluenda, localidad esta última donde se conserva un destacado retablo de Santa Justa y Santa Rufina, aunque hay quien cuestiona que sea obra suya. Otra obra que se le atribuye es el retablo del santuario del Monasterio de la Bovera, actualmente conservado en el Museo Episcopal de Vich.